# Uroscopia

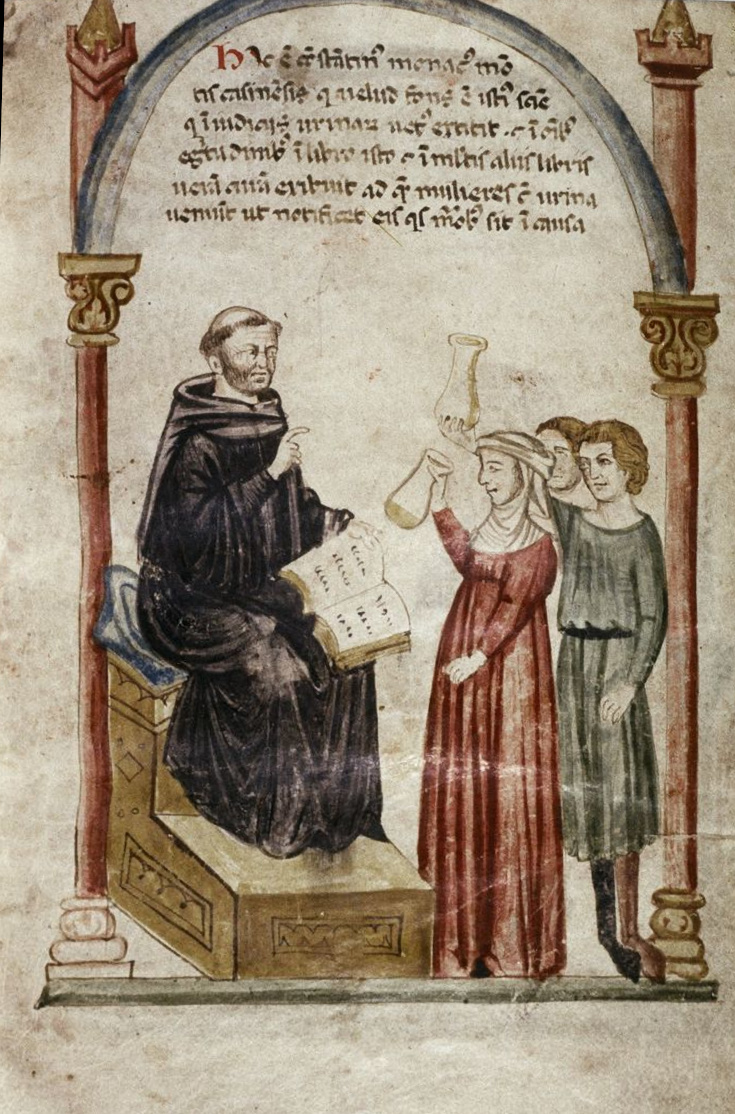
Costantino l'Africano esamina le urine di alcuni pazienti.

L'uroscopia o urinoscopia, dal greco οῦρον (ôuron, urina) e σκοπέω (skopéō, osservare), è stata un'arte divinatoria che, utilizzata fino al XVIII secolo, pretendeva di effettuare una diagnosi dall'osservazione delle urine del paziente tramite gli organi di senso. È stata chiamata anche uromanzia o urinomanzia, dal greco μαντεία (mantéia, divinazione).
Questa disciplina, che non ha nessun riscontro scientifico, non va confusa con l'esame delle urine della medicina contemporanea.

## Storia dell'uroscopia
Le basi di questa arte divinatoria furono poste nel Corpus Hippocraticum, un'opera di 72 libri attribuiti a Ippocrate di Coo, e per diversi secoli fu il principale metodo diagnostico insieme con l'osservazione del polso.
Il più famoso trattato medievale di uroscopia è Sull'urina, opera in sette libri di Giovanni Attuario, scritto presumibilmente all'inizio del XIV secolo. L'influenza di questa pratica si ebbe soprattutto in Germania, al punto che le urine degli infermi erano inviate ai medici se questi non potevano visitare personalmente i pazienti.

## Metodi di uroscopia
L'urina del paziente veniva raccolta in un recipiente a forma di vescica e, per effettuare la diagnosi, si tenevano in considerazione il calore, l'odore, il colore, la densità, le sfumature, le trasparenze e le cosiddette nebulae (nebbie), ossia le forme nebulose che potevano apparire nell'urina.